# Funk (Nidau)

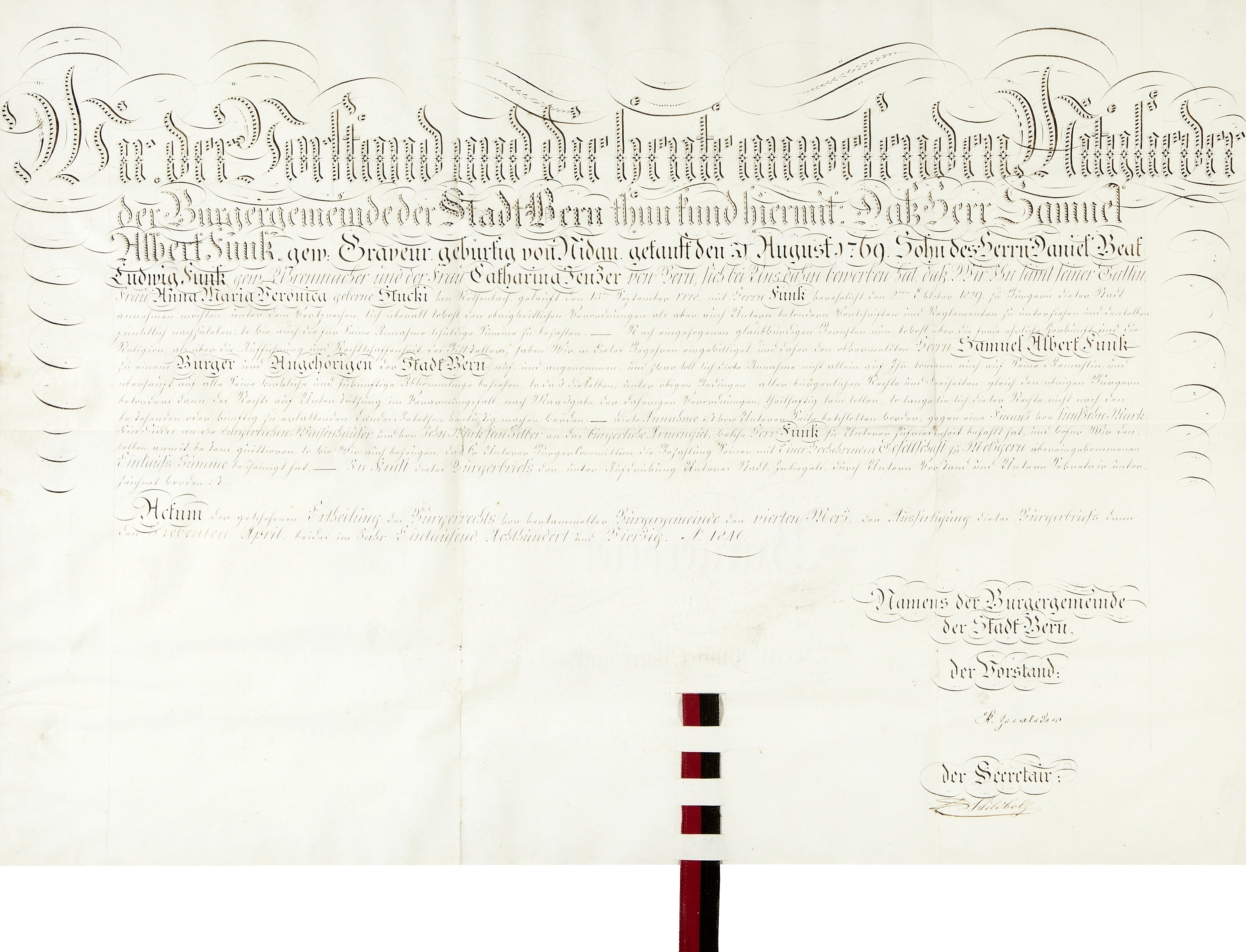
Burgerbrief der Burgergemeinde Bern für Samuel Albert Funk (1840)

Die Familie Funk (Funck) stammte ursprünglich aus Griesheim und wurde 1754 in Nidau eingebürgert.

## Personen
- Mathäus Funk (1697–1783), Schweizer Ebenist
- Johann Friedrich Funk (1706–1775), Schweizer Bildhauer
- Johann Friedrich Funk (1745–1811), Schweizer Bildhauer
- Daniel Funk (1726–1787), Schweizer Uhrmacher
- Samuel Albert Funk (1769–1842), Graveur, Burger von Bern (1840)
- Alexander Ludwig Funk (1806–1871), Schweizer Politiker
- Adolf Funk (1903–1996), Schweizer Maler